# Gesucht wird … (Fernsehserie)
Gesucht wird … ist eine ZDF-Vorabendserie. 26 Folgen wurden in zwei Staffeln 1975 und 1978 produziert und 1976 und 1978 gesendet. Produzenten waren F. J. Schlüter und Horst Lockau.

## Handlung
Die fiktiven Fälle handeln von Personen, die ohne ersichtlichen Grund verschwunden sind und deshalb als vermisst gemeldet wurden. Dieser Fälle nehmen sich die Polizeiobermeister Felix Brauer und Hans Grothe an. Während Letzterer ausschließlich vom Schreibtisch aus ermittelt, übernimmt Brauer zusätzlich die Laufarbeit.

## Sonstiges
Jede Folge der ersten Staffel begann mit folgendem Wortlaut durch einen Off-Sprecher: „Tag für Tag verschwinden aus unserem Alltag Menschen. Allein in der Bundesrepublik Deutschland sind es in jedem Jahr über 20.000. 20.000 Menschen, die, so lautet die polizeiliche Formulierung, ‚ohne erkennbaren Grund ihren Lebenskreis verlassen‘. Sie gelten als vermisst …“ In der zweiten Staffel fiel diese Einleitung weg, stattdessen zeigte man die zu suchende Person kurz vor ihrem Verschwinden, dann erst begann der Vorspann.
Die Folgentitel waren nach dem Namen der verschwundenen Person benannt. Gedreht wurde in und um Hamburg und in Spanien. Die Innenaufnahmen entstanden im Studio Hamburg. Regisseur Peter Meincke zeichnete insbesondere in der zweiten Staffel zum überwiegenden Teil auch für die Drehbücher verantwortlich.
Bereits 1964 lief in der ARD eine US-amerikanische Krimiserie mit gleichem Titel. Die Folgen (Originaltitel: „Manhunt“) wurden 1959 bis 1961 gedreht.

## Episodenliste

### Staffel 1
| Nr. (gesamt) | Nr. (Staffel) | Erstausstrahlung | Titel              | Drehbuch                    | Gastschauspieler (Auswahl)                                                               |
| 1            | 1             | 7. Januar 1976   | Paul Leppla        | H.-G. Thiemt, H. D. Schreeb | Angela Pschigode, Günter Lamprecht, Dorothea Kaiser                                      |
| 2            | 2             | 14. Januar 1976  | Hilde Messing      | H.-G. Thiemt, H. D. Schreeb | Franz Rudnick, Rosemarie Fendel, Helga Schlack                                           |
| 3            | 3             | 21. Januar 1976  | Susanne Hilbich    | H.-G. Thiemt, H. D. Schreeb | Renate Schubert, Gerdamaria Jürgens, Paola Schoene                                       |
| 4            | 4             | 28. Januar 1976  | Dieter Rosinsky    | H.-G. Thiemt, H. D. Schreeb | Rainer Goernemann, Ernst Wilhelm Otte, Klaus Peter Haase                                 |
| 5            | 5             | 4. Februar 1976  | Bernhard Lippert   | H.-G. Thiemt, H. D. Schreeb | Paul Edwin Roth, Alexander Allerson, Edgar Hoppe, Eva Ingeborg Scholz                    |
| 6            | 6             | 11. Februar 1976 | Gisela Kornschmidt | H.-G. Thiemt, H. D. Schreeb | Christiane Carstens, Thomas Astan, Kurt Ackermann                                        |
| 7            | 7             | 18. Februar 1976 | Dieter Wellershoff | Gerd Oelschlegel            | Marianne Kehlau, Henry Kielmann, Volker Eckstein                                         |
| 8            | 8             | 25. Februar 1976 | Theo Bieber        | Gerd Oelschlegel            | Claudia Rieschel, Erwin Wirschaz, Helga Bammert                                          |
| 9            | 9             | 3. März 1976     | Paul Schmücker     | H.-G. Thiemt, H. D. Schreeb | Nikolaus Schilling, Sigurd Fitzek, O. A. Buck, Eva Maria Bauer                           |
| 10           | 10            | 10. März 1976    | Bernt Nagel        | K. J. Ueltzen               | Michael Poliza, Isolde Miler, Hans Häckermann                                            |
| 11           | 11            | 17. März 1976    | Franz Gellner      | K. J. Ueltzen               | Regine Lutz, Kurd Pieritz, Eberhard Möbius                                               |
| 12           | 12            | 24. März 1976    | Michael Kunze      | Peter Meincke               | Heta Mantscheff, Friedrich Hartau, Katharina Brauren                                     |
| 13           | 13            | 31. März 1976    | Hans Wacker        | Peter Meincke               | Franziska Bronnen, Gunnar Möller, Herbert Steinmetz, Charlotte Schellenberg, Gert Haucke |

### Staffel 2
| Nr. (gesamt) | Nr. (Staffel) | Erstausstrahlung   | Titel              | Drehbuch      | Gastschauspieler (Auswahl)                                                              |
| 14           | 1             | 25. September 1978 | Arn Hermann        | Peter Meincke | Kurt Buecheler, Ruth Kähler                                                             |
| 15           | 2             | 2. Oktober 1978    | Beate Lohmann      | Peter Meincke | Dieter Hufschmidt, Ursula Heyer, Wolf von Gersum, Tatjana Blacher                       |
| 16           | 3             | 9. Oktober 1978    | Karsten Kehl       | Peter Meincke | Günter Pfitzmann, Xenia Pörtner, Ulrich Matschoss, Dietrich Mattausch, Heidi Schaffrath |
| 17           | 4             | 16. Oktober 1978   | Ole Jansen         | Peter Meincke | Thomas Schiestl, Siegrid Hackenberg, Franz-Josef Steffens, Günter Lüdke, Thomas Kylau   |
| 18           | 5             | 23. Oktober 1978   | Klaus Lührsen      | Peter Meincke | Bruno Dietrich, Erica Schramm, Dagmar von Kurmin                                        |
| 19           | 6             | 30. Oktober 1978   | Siegfried Schröder | Peter Meincke | Kyra Mladeck, Günter Bothur, Wolfgang Kaven                                             |
| 20           | 7             | 6. November 1978   | Angelika Hutter    | Peter Meincke | Antje Hagen, Karl-Heinz von Hassel, Ferdinand Dux, Gert Schaefer                        |
| 21           | 8             | 13. November 1978  | Georg Butzler      | K. J. Ueltzen | Stephan Schwartz, Joost Siedhoff, Dieter Ohlendiek, Karl-Heinz Kreienbaum               |
| 22           | 9             | 20. November 1978  | Verena Köppen      | Peter Meincke | Karlheinz Lemken, Brigitte Schacht, Horst Schick, Astrid Nestvogel                      |
| 23           | 10            | 27. November 1978  | Karl Heinz Laupe   | K. J. Ueltzen | Katharina Matz, Hartmut Reck                                                            |
| 24           | 11            | 4. Dezember 1978   | Paula Brodesen     | K. J. Ueltzen | Lisa Helwig, Margitta Heyn, Gerhard Friedrich, Erna Nitter, Hildburg Frese              |
| 25           | 12            | 11. Dezember 1978  | Jochen Herold      | Peter Meincke | Eva Zlonitzky, Liane Hielscher, Karl-Heinz Hess                                         |
| 26           | 13            | 18. Dezember 1978  | Emil Beermann      | Peter Meincke | Georg Lehn, Doris Schade, Jürgen Schmidt, Wolfgang Engels                               |